# Mohylové pohřebiště na Chlumu
Mohylové pohřebiště východně od Sepekova je soubor několika desítek pravěkých mohyl v okrese Písek v Jihočeském kraji. Pohřebiště leží na východním úpatí vrchu Chlum, asi 3,3 kilometru od vesnice. Většina mohyl pochází ze střední doby bronzové a z doby halštatské. Mohylník je chráněn jako kulturní památka.

## Výzkum
Popis sepekovských mohylníků poprvé publikoval v časopise Památky archeologické archeolog Jan Karel Hraše v roce 1873. Už ve čtyřicátých letech devatenáctého století lokalitu částečně prokopal úředník milevského panství H. Princ. V letech 1898–1899 na lokalitě probíhala těžba dřeva a mohyly sloužily jako zdroj stavebního kamene, čehož k vlastnímu výzkumu využil Josef Ladislav Píč.
Většina mohyl pochází ze střední doby bronzové, z doby halštatské a pouze jedna je doložitelně z mladší doby bronzové. Výskyt keramických střepů v pláštích mohyl dokládá skutečnost, že mohyly byly budovány v těsné blízkosti sídlišť nebo přímo v opuštěných sídlištích.
Mezi hodnotné nálezy patří např. bronzová dýka s plnou litou rukojetí (střední doba bronzová), spirálově stočený náramek z dvojitého zlatého drátu, zlatý prsten, zlomek bronzového nákončí opasku nebo údajný zbytek hedvábné textilie na bronzové jehlici v hrobu z doby halštatské. Uvedené předměty dokládají, že osoby pohřbené v mohylách patřily k vyšší společenské vrstvě.

## Popis
Pravěké osídlení v okolí Sepekova se nacházelo podél říčky Smutné, Milevského a Držkrajovského potoka. Přímo na vrcholu Chlumu bývalo v mladší době bronzové výšinné sídliště, po němž se dochovala oválná plošiny s rozměry 35 × 25 metrů. Jiné sídliště z doby bronzové bylo zjištěno východně od pohřebiště. Samotný mohylník leží v lese Chlum na nízkém hřbetu v nadmořské výšce okolo 500 metrů. Ze 76 mohyl popsaných v devatenáctém století jich je patrných 65. Pouze pět mohyl lze považovat za archeologicky neporušené. Zbývající byly buď zcela prokopány, nebo výkopy výrazně narušeny. Největší mohyla má rozměry 26 × 23 metrů, a patří tak k největším jihočeským mohylám. Obvyklý průměr se pohybuje od pěti do šestnácti metrů a výška náspu od 0,3 do 1,6 metru. Celková rozloha pohřebiště je asi 2,5 hektaru.